# Pseudopostega machaerias
Pseudopostega machaerias là một loài bướm đêm thuộc họ Opostegidae. Nó được Edward Meyrick miêu tả năm 1907. Nó được tìm thấy ở Maskeliya, Sri Lanka.